# Pedro Petiz
Pedro Petiz (29 de Outubro de 1986, Porto, Portugal) é um piloto português.
Em 2007 foi campeão na Renault Eurocup.
Em 2009 correu na Superleague Fórmula, com o Sporting CP in the temporada de 2009.

## Resultados

### Superleague Fórmula
| Ano  | Clube                | 1     | 2      | 3      | 4      | 5      | 6     | 7     | 8      | 9      | 10    | 11     | 12     | Rank | Pts. |
| 2009 | Sporting CP Zakspeed | MAG 7 | MAG 17 | ZOL 16 | ZOL 13 | DON 12 | DON 2 | EST 9 | EST 17 | MOZ 18 | MOZ 1 | JAR 13 | JAR 13 | 12th | 215  |

#### Resultados em Super Final
| Ano  | Clube                | 1       | 2       | 3     | 4       | 5       | 6       |
| ---- | -------------------- | ------- | ------- | ----- | ------- | ------- | ------- |
| 2009 | Sporting CP Zakspeed | MAG DNQ | ZOL N/A | DON 6 | EST DNQ | MOZ N/A | JAR DNQ |